# Grandinina
Grandinina es un elagitanino. Se puede encontrar en las hojas de Melaleuca quinquenervia y en los robles (Quercus alba) y (Quercus robur). Muestra actividad antioxidante. Se trata de un compuesto astringente. También se encuentra en el vino rojo o blanco, envejecido en barricas de roble.
Es un glucósido de castalagina por la unión de la pentosa lixosa. Contiene restos de ácido nonahydroxytrifénico.
Suprime la fosforilación del receptor del factor de crecimiento epidérmico en humanos de células del carcinoma de colon.